# Oxétorone
L'oxétorone est un médicament utilisé en prophylaxie, contre la migraine, commercialisé sous le nom de Nocertone. C'est un antisérotoninergique, un antihistaminique et un alpha-bloquant.
Il est déconseillé par la revue Prescrire. L’oxétorone a une efficacité au mieux modeste (environ une crise en moins tous les deux mois), et expose à des troubles extrapyramidaux, des troubles cardiaques et des prises de poids. Il expose aussi à des diarrhées chroniques.